# Barranc de Vilardaga
El Barranc de Vilardaga és un torrent afluent per l'esquerra de la Rasa de la Caseta (la qual, ensems, ho és de la Riera de Madrona) que neix al vessant occidental del Serrat de Terradet. De direcció predominant cap al nord, s'escola entre les masies de Vilardaga (a llevant) i Vallcirera (a ponent). Desguassa al seu col·lector a poc més de 500 m. al sud-est de la masia de Finestres després d'haver fet tot el seu recorregut pel terme municipal de Pinell de Solsonès.
Aquest torrent no té cap afluent.